# Đurađ I. Balšić
Đurađ I. Balšić je vladar Zete od 1362. do 1378. godine kao drugi po redu iz crnogorske dinastije Balšića.
Oko 1362. Balšići su uspjeli proširiti teritorij na gospodarski značajne primorske gradove, poput Ulcinja. Istodbono su stalno i bezuspješno opsjedali Kotor, kao najveće gospodarsko središte. 

## Pohod na Albaniju
No, nastavili su prodirati dalje na jug, na prostor suvremene Albanije. Htjeli su osvojiti grad Drač. Tamo je otpor organizirao plemić Karlo Topija, pri čemu je uspio, tijekom jednoga boja, uhititi Đurađa I. Balšića. Godine 1366. postignut je mir, te je on pušten a sukoba s obitelji Topija više nije bilo. No, grad Drač će kasnije priznati vrhovnu vlast Balšića.

## Opsada Kotora
Već naredne, 1367. godine, Đurađ I. Balšić ponovno poduzima opsadu Kotora, ali i ovoga puta bezuspješno. Taj je poduhvat prouzročio, ne samo velike vojničke gubitke, no i gospodarske neprilike, ali je ponajviše zakomplicirao međunarodne odnose. 
Najprije je reagirala Mletačka Republika, proglasivši Balšiće za svoje smrtne neprijatelje. Potom je oštrim osudama reagirao i papa Urban V., te srpski car Uroš kojem je Kotor u to vrijeme priznavao vrhovnu vlast.

## Prijelaz u katoličanstvo
Balšići do 1369. bili su pravoslavni, no tada su konvertirali i pristupili Katoličkoj crkvi. 
Papa Urban V. poslao je 26. lipnja 1369. pismo trojici sinova Balše I., utemeljitelja dinastije, u povodu njihovoga vraćanja u katoličku vjeru (citat u prijevodu na crnogorski):
"Plemićima, braći Stracimiru, Đurđu i Balši, županima Zete, milost u sadašnjem vremenu, po kojoj će steći slavu u budućnosti. 
Duh naš kliče u Gospodinu, jer se milosrdno udostojio da vam podari spoznaju, pa ste vi, koji ste do sada ostali nesjedninjeni hrišćani u greškama mraka i sjeni vječne smrti, otpočeli mudro savjetovati sopstvenim dušama i dušama vaših podanika, da bi svjetlost istine prihvatili...Namjeravate, sa poštovanjem i iskrenim srcima pridružiti se poslušnosti i pobožnosti prema presvetoj Rimskoj Crkvi, majci i učiteljici svih vjernika, da u njoj trajno ostanete i da se učite od nas, koji smo bez zasluga Hristovi namjesnici na zemlji, na koji način treba da se krećete putem božijih izaslanika..".

## Osvajanja u Srbiji
Od 1371. do 1372. poduzeo je Đurađ I. Balšić osvajanja teritorija srpskih vladara. Balšića državi je pripojen dio Kosova, uključujući gradove Peć, Đakovica i Prizren. U Albaniji su gradovi Berat i Drač postali njegov posjed.

## Gospodar i Primorja
Naredna su njegova osvajanja bila Konavli, Dračevica i Trebinje. U Balšića državi su se nalazili, izuzev Dubrovnika i Kotora, svi drugi gradovi na obali Jadranskoga mora u području, i to Ulcinj, Bar, Budva i Cavtat, te u zaleđu Skadar, Lješ, Drivast itd.

## Titula
Đurađ I. Balšić koristio je i titulu Gospodar (latinski Dominus).